# St.-Katharinen-Kirche (Steyerberg)

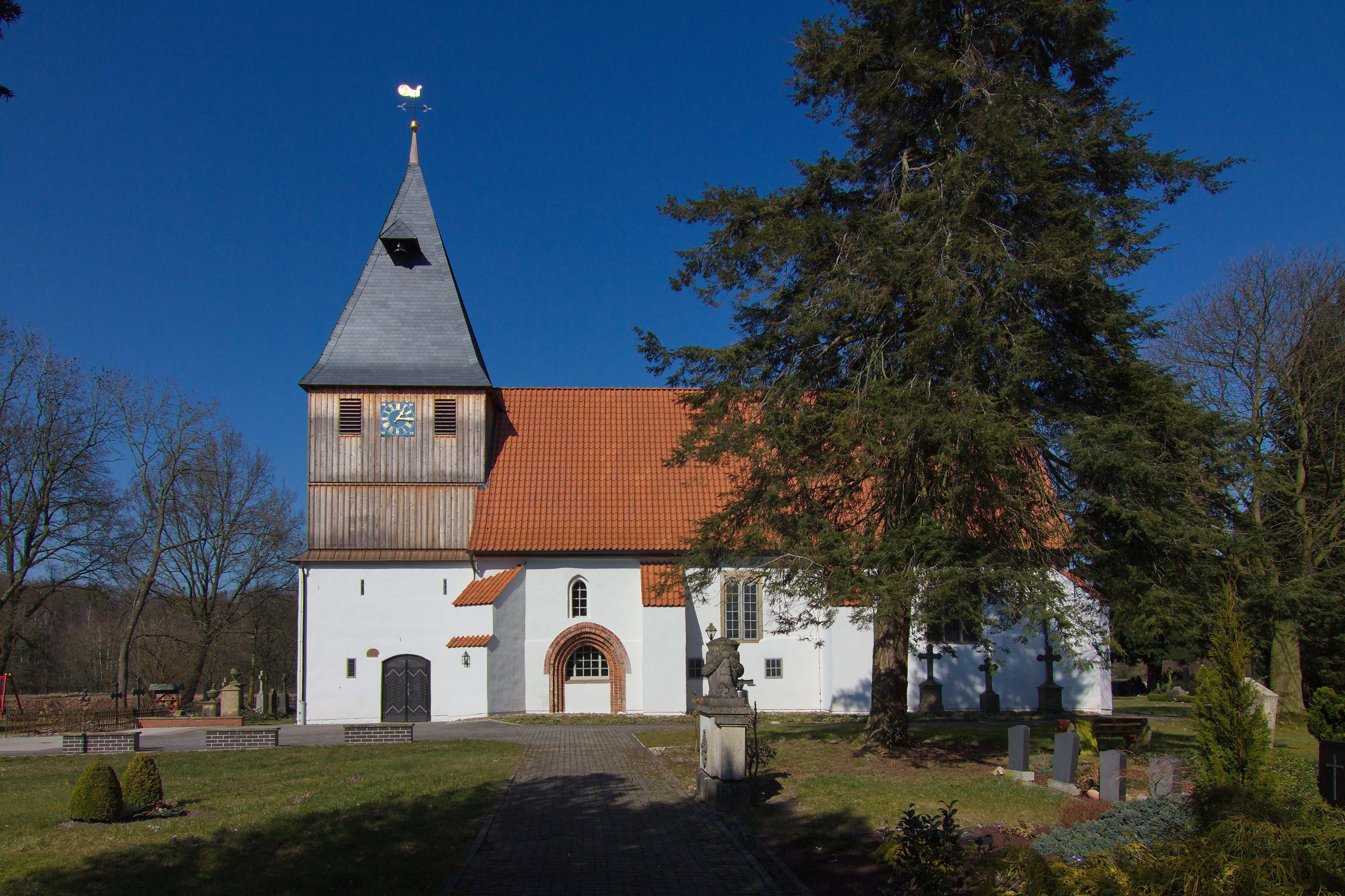
St.-Katharinen-Kirche

Die evangelisch-lutherische St.-Katharinen-Kirche steht in Steyerberg, einem Flecken im Landkreis Nienburg/Weser von Niedersachsen. Die Kirchengemeinde gehört zum Kirchenkreis Stolzenau-Loccum im Sprengel Hannover der Evangelisch-lutherischen Landeskirche Hannovers.

## Beschreibung
Die erste Kirchengemeinde wurde vom Kloster Schinna am Ende des 13. Jahrhunderts gegründet. Die erste massive Kirche hatte ungefähr zwei Drittel der Länge der heutigen Saalkirche. Die Außenmauern des dreijochigen, mit Strebepfeilern versehenen Kirchenschiffs und der Sakristei sowie Teile des Dachstuhls sind die ältesten noch erhaltenen Teile dieser Kirche. Sie war im Mittelalter unverputzt, so dass sie mit ihren roten Backsteinen zur Geltung kam. Weshalb sie mit einem hellen Putz überdeckt wurden, ist nicht bekannt. In die südliche Wand des Kirchenschiffs wurde um 1500 ein Maßwerkfenster eingefügt. 
Das massive Erdgeschoss des Kirchturms wurde, wie an diesem vermerkt, 1507 gebaut. Im oberen, holzverkleideten Geschoss befindet sich hinter den Klangarkaden der Glockenstuhl. Von 1734 bis 2003 hingen im Glockenstuhl zwei Kirchenglocken, die kleinere wurde 1734 von Thomas Rideweg, die größere vom Bochumer Verein 1923 gegossen. Im Jahre 2003 wurden drei neue Bronzeglocken von Petit & Gebr. Edelbrock aufgehängt. Im Kirchturm befindet sich seit 1891 eine Turmuhr von J. F. Weule, deren Schlagglocke am schiefergedeckten Pyramidendach hängt.
Nachdem die Kirche für den Gottesdienst nicht mehr ausreichte, wurde 1737 das mittlere Joch an der Nordseite aufgebrochen und dort durch einen barocken Anbau in Holzfachwerk erweitert, dessen segmentförmiges Tonnengewölbe nicht gemauert worden ist, sondern aus Holz hergestellt wurde. Der alte Teil der Kirche ist mit einem Kreuzgewölbe überspannt. Der Altar blieb an der Ostseite stehen, obwohl er nicht von allen Sitzplätzen aus zu sehen war.
Nachdem die Kirche erneut nicht mehr ausreichte, wurde 1908 die Kirche nach einem Entwurf von Eduard Wendebourg umgebaut. Der barocke Anbau von 1737 wurde verlängert. Das Portal wurde in das Vestibül des Turms verlegt. Das alte Portal wurde bis auf das Gewände aus Backstein und einem Fenster zugemauert. Der länger gewordene Anbau machte eine Umsetzung des Altars nötig, um von allen Sitzplätzen gesehen zu werden. Zudem wurden auch die Orgel und die von Hilmar von Münchhausen, die Grabkapelle derer von Münchhausen ist an die Kirche angebaut, gestiftete Kanzel umgesetzt. Die Orgel fand ihren neuen Platz am Ende des Anbaus und die Kanzel wurde neben dem Altar aufgestellt. Die Empore im Süden wurde entfernt. 1908 fand erneut ein Umbau statt, bei dem die Empore im Norden entfernt und die Orgel umgebaut wurde. 1965 wurde die Orgel von der Empore heruntergenommen und die Empore beseitigt. 

## Orgel

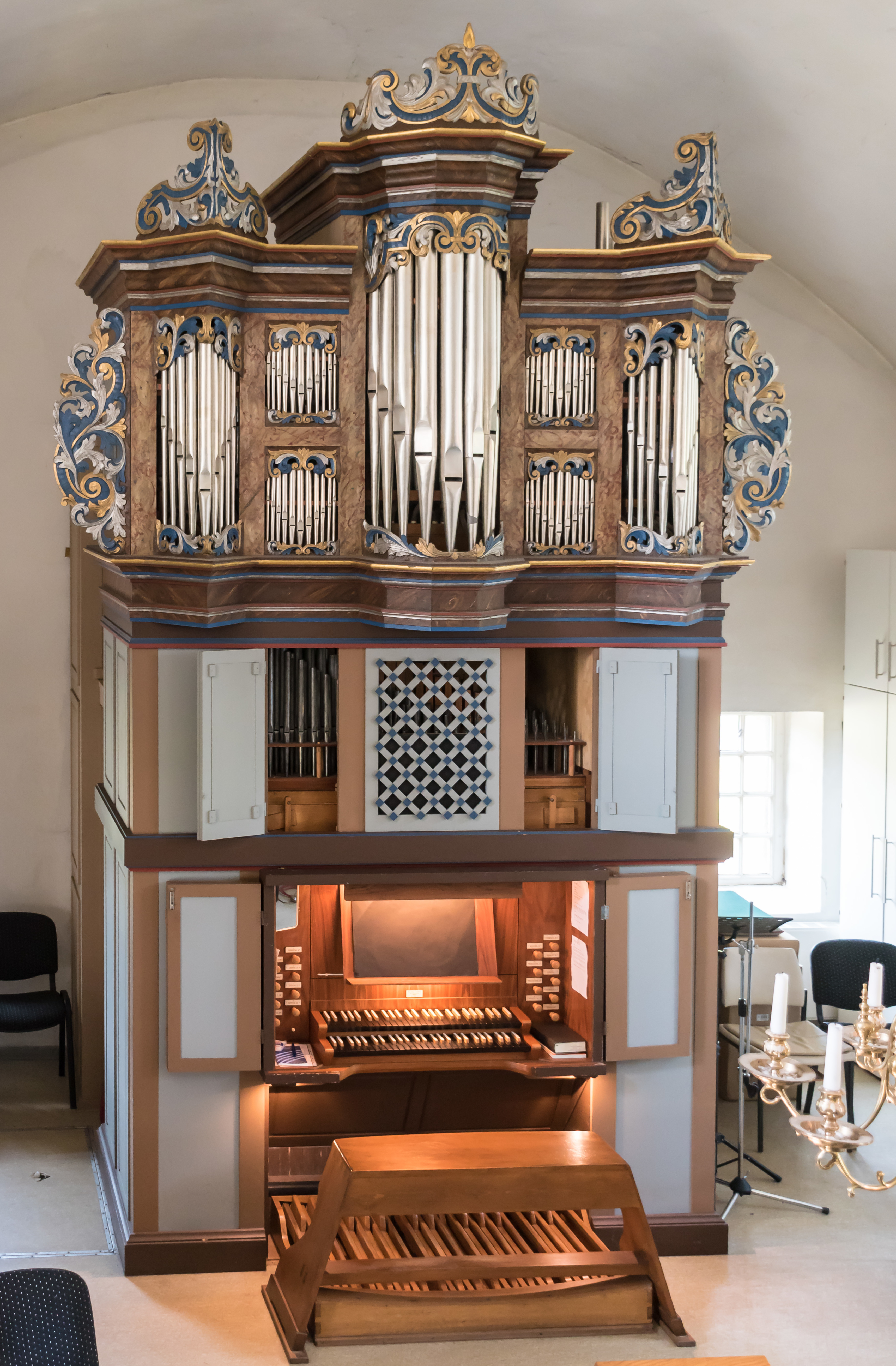
Historischer Orgelprospekt von 1738

Im Jahre 1660 erwarb die Gemeinde eine Orgel aus Hoya. Sie wurde im Zuge der Kirchenerweiterung ersetzt. 1737–1738 baute Christian Vater  eine Orgel mit acht Registern auf zwei Manualen, deren Prospekt noch erhalten ist. Vater erhielt für seine Arbeit 280 Reichstaler. Nach verschiedenen Reparaturen erfolgte 1852 ein Umbau durch Eduard Meyer aus Hannover. Die Firma Furtwängler & Hammer erneuerte das Innenwerk für 7975 Mark im Stil der Romantik, vergrößerte den historischen Prospekt durch seitliche Pfeifenfelder und stellte die Orgel in dem neuen Anbau auf. 1962–1966 wurde das Werk von den Gebrüdern Hillebrand nochmals weitgehend erneuert, diesmal im neobarocken Stil. Die Orgel erhielt wieder ein Brustwerk, allerdings in einem breiten Untergehäuse, das sich wenig zu dem Vater-Prospekt fügte. Rudolf Janke führte im Jahr 2002 einen Renovierungsumbau durch und überarbeitete die Orgel klanglich.